# BAR 003
Der BAR 003 ist ein Formel-1-Rennwagen, mit dem British American Racing an der Formel-1-Weltmeisterschaft 2001 teilnahm.
Der Wagen wurde von Jacques Villeneuve, der in seinem dritten Jahr im Team war, und Olivier Panis, der in der vorangegangenen Saison McLaren-Testfahrer war, pilotiert. Das Team hatte vier Testfahrer: Anthony Davidson, Darren Manning, Patrick Lemarié und Takuma Satō. Der BAR 003 wurde am 26. Januar 2001 in London offiziell vorgestellt.

## Technik
Die Entwicklung des Fahrzeugs erfolgte unter dem technischen Direktor Malcolm Oastler, wobei Andrew Green für das Design und Willem Toet für die Aerodynamik verantwortlich zeichneten. Der BAR 003 wurde vom Honda RA001E 3l Zehnzylinder-Motor angetrieben  dessen Nennleistung bei 17.900 Umin mit 830PS beziffert wurde.

## Lackierung und Sponsoring
Der BAR 003 war überwiegend in Weiß und Schwarz gehalten. Es warben Bridgestone, Lucky Strike, Sonax und Tiscali auf dem Fahrzeug.

## Ergebnisse
| Fahrer                          | Nr.                             | 1   | 2   | 3 | 4   | 5 | 6 | 7   | 8   | 9   | 10  | 11  | 12 | 13  | 14 | 15 | 16  | 17 | Punkte | Platz |
| ------------------------------- | ------------------------------- | --- | --- | - | --- | - | - | --- | --- | --- | --- | --- | -- | --- | -- | -- | --- | -- | ------ | ----- |
| Formel-1-Weltmeisterschaft 2001 | Formel-1-Weltmeisterschaft 2001 |     |     |   |     |   |   |     |     |     |     |     |    |     |    |    |     |    | 17     | 6.    |
| O. Panis                        | 9                               | 7   | DNF | 4 | 8   | 7 | 5 | DNF | DNF | DNF | 9   | DNF | 7  | DNF | 11 | 9  | 11  | 13 | 17     | 6.    |
| J. Villeneuve                   | 10                              | DNF | DNF | 7 | DNF | 3 | 8 | 4   | DNF | 9   | DNF | 8   | 3  | 9   | 8  | 6  | DNF | 10 | 17     | 6.    |

| Legende  | Legende            | Legende                                                          |
| Farbe    | Abkürzung          | Bedeutung                                                        |
| -------- | ------------------ | ---------------------------------------------------------------- |
| Gold     | –                  | Sieg                                                             |
| Silber   | –                  | 2. Platz                                                         |
| Bronze   | –                  | 3. Platz                                                         |
| Grün     | –                  | Platzierung in den Punkten                                       |
| Blau     | –                  | Klassifiziert außerhalb der Punkteränge                          |
| Violett  | DNF                | Rennen nicht beendet (did not finish)                            |
| Violett  | NC                 | nicht klassifiziert (not classified)                             |
| Rot      | DNQ                | nicht qualifiziert (did not qualify)                             |
| Rot      | DNPQ               | in Vorqualifikation gescheitert (did not pre-qualify)            |
| Schwarz  | DSQ                | disqualifiziert (disqualified)                                   |
| Weiß     | DNS                | nicht am Start (did not start)                                   |
| Weiß     | WD                 | zurückgezogen (withdrawn)                                        |
| Hellblau | PO                 | nur am Training teilgenommen (practiced only)                    |
| Hellblau | TD                 | Freitags-Testfahrer (test driver)                                |
| ohne     | DNP                | nicht am Training teilgenommen (did not practice)                |
| ohne     | INJ                | verletzt oder krank (injured)                                    |
| ohne     | EX                 | ausgeschlossen (excluded)                                        |
| ohne     | DNA                | nicht erschienen (did not arrive)                                |
| ohne     | C                  | Rennen abgesagt (cancelled)                                      |
| ohne     | keine WM-Teilnahme |                                                                  |
| sonstige | P/fett             | Pole-Position                                                    |
| sonstige | 1/2/3/4/5/6/7/8    | Punktplatzierung im Sprint-/Qualifikationsrennen                 |
| sonstige | SR/kursiv          | Schnellste Rennrunde                                             |
| sonstige | *                  | nicht im Ziel, aufgrund der zurückgelegten Distanz aber gewertet |
| sonstige | ()                 | Streichresultate                                                 |
| sonstige | unterstrichen      | Führender in der Gesamtwertung                                   |